# Grand Theft Auto: Vice City Stories
El Grand Theft Auto: Vice City Stories és l'últim videojoc de la saga Grand Theft Auto. Està dissenyat per a la consola portàtil PSP, creat per Rockstar North amb la col·laboració amb Rockstar Leeds i distribuït per Rockstar Games.

## Història
El joc es desenvolupa a Vice City, el mateix lloc en què es va desenvolupar Grand Theft Auto: Vice City, però dos anys abans, el 1984. La ciutat semblant a la Miami dels anys 80, un paradís de corrupció i el millor lloc per a narcotraficants i mafiosos. El protagonista del joc és Víctor Vance, germà de Lance Vance (qui apareixerà en el joc, però que no es podrà controlar), col·lega de Tommy Vercetti, el protagonista de Grand Theft Auto: Vice City. En el joc, els dos germans són pobres i Víctor viu en una fira, encara que són els caps d'una organització criminal, formada només per ells dos.

## Característiques
En el joc, encara està en desenvolupament, ha comentat Rockstar que es podran conduir cotxes, camions, motos, llanxes, helicòpters i avions (una novetat respecte a l'anterior joc de la saga de PSP, Liberty City Stories), i una novetat en tota la saga, la conducció de motos d'aigua. Hi haurà armes des d'una simple pistola amb silenciador o els mateixos punys fins a un nou bazooka.
Encara que les dades sobre si els llocs de Grand Theft Auto: Vice City estaran o no es desconeixen, la qual cosa el que se sap és que hi haurà molts més escenaris interiors que en els anteriors jocs de la saga i que hi haurà edificis nous respecte a Grand Theft Auto: Vice City.
Una de les novetats serà la reducció del clumping (la repetició de vianants amb el mateix aspecte o skin en una mateixa zona) i també es creu que passarà el mateix amb els cotxes. També serà novetat l'habilitat de nadar de Víctor (habilitat que només havia estat present en Grand Theft Auto: San Andreas). També hi haurà novetats en el temps atmosfèric, com els huracans.

## Personatges principals
- Victor "Vic" Vance (1956): És el protagonista del joc. És el germà de Pete i de Lance Vance. És un caporal que treballa a l'armada per poder pagar el tractament del seu germà Pete Vance, malalt d'asma. Un dia el seu superior (El Sergent Martínez) el va enviar per una prostituta. Després d'això, el sergent Martínez el va acomiadar i el va deixar sense feina. Després d'això, Víctor anirà guanyant respecte dels seus aliats i serà l'amo de Vice City. Al principi vesteix amb un vestit de cap militar, quan és acomiadat vesteix amb una camisa blava amb texans i sabatilles, i més tard, quan es fa milionari amb Lance vesteix amb el vestit elegant, apareix com a personatge recurrent a Grand Theft Auto: Vice City on mor. Victor té una certa semblança a l'actor, cantant deR&B, compositor, raper, exmodel i Vj de MTV Tyrese Gibson.

- Lance Vance (1954): És el germà de Vic i de Pete Vance. És un amant a la droga i als diners, de manera que juntament amb Vic, roben un carregament que li donarien a Jerry Martínez (que després resulta ser dels germans Méndez). Lance ven el carregament fent que Víc i Lance siguin milionaris. Després de ser més ric, Lance es torna més boig i adora més la droga, arribant-li al punt de la bogeria. Té una personalitat una mica immadura. Vesteix amb ulleres una samarreta vermella i texans blaus, i després, en fer-se milionari juntament amb el seu germà, vesteix amb un vestit elegant i sense ulleres. Apareix com a personatge principal juntament amb Tommy Vercetti, igual que el seu germà Victor Vance ell mor en GTA: Vice City.

- Sergent Jerry Martínez (1954): És un militar corrupte que es troba immers en diversos negocis bruts, sobretot al narcotràfic. És un paio no gaire seriós, més aviat és bufonesc, i graciós. Utilitza Vic per a les seves finalitats des del començament de la trama amb nefastes conseqüències per a aquest últim, cosa que el converteix en un dels principals dolents del joc. Al final del joc, Vic el mata a ell ia Diego Méndez matant-los als 2 dalt de l'edifici. Vesteix amb uniforme de sergent de l'Exèrcit.

- Els germans Méndez Els germans Méndez, Armando i Diego Méndez, són dos dels tres dolents principals en el joc. Semblen ser mexicans. Senyors poderosos de la droga, filosòfics, i fins i tot són anomenats els padrins de Vice City. Diego és el més tranquil dels dos i només parla espanyol, mentre que el més carismàtic dels dos és Armando, i el que treu la "cara" del Cartel Méndez (el cartell de drogues més poderós a Vice City). Reni implica que va tenir relacions amb Diego. És molt probable que siguin cosins o parents de T-Bone Méndez (personatge de Grand Theft Auto: San Andreas).

- Louise Cassidy-Williams (1960): És l'esposa de Marty, la germana de Phil i amiga-núvia de Vic. Un dia en tornar a la mansió que Vic i Lance posseïen, Vic pregunta per Louise al que Lance contesta que no ho sap. En això arriba la germana de Louise Mary-Jo Cassidy dient que Armando Mendéz se l'ha endut a la seva mansió. Els germans Vance decideixen anar a rescatar-la. Lance s'avança per rescatar-la mentre Vic es queda barallant amb Armando. Després de derrotar-lo troba a Lance ia Louise tirats a terra, ignorant a Lance veurà que tal aquesta Louise que ha estat disparada les últimes paraules que diu són: Digues-li a Mary-Jo que cuidi al meu nadó. Vesteix amb una camisa de tirants rosa i pantalons curts blaus.

## Personatges secundaris
- Phil Cassidy: (1953) És un traficant d'armes pesades i un amant de les Boomshine, bombes incendiàries fetes amb licor. És un gran amic de Vic i lajudarà molt al llarg del joc. Sol vestir amb una jaqueta negra i uns pantalons blaus.

- Marty Williams: (1941) És el cap del Tràiler Park Mafia. Aquest personatge ajuda Vic a conquerir negocis. Però al final Vic s'adona que Marty és un psicòpata i que maltracta constantment Louise Cassidy, la germana de Phil. Al final Vic el mata per evitar que es porti Louise al prostíbul. Sol vestir amb una samarreta a quadres roses i uns texans negres.

- Umberto Robina: (1944) És el Cap dels cubans juntament amb el seu pare Alberto Robina. Necessitava l'ajuda de Vic per fer fora els Cholos de Little Havana i Little Haití. En una missió el seu pare Alberto vol anar al cafè, però si es condueix ràpid o el tirotegen li puja l'estrès i mor. Com que sabien que els Cholos l'atacarien, Umberto mana a Víctor a portar-lo al cafè. Per sort Vic aconsegueix portar-lo. Vesteix amb una armilla grisa i uns texans negres.

- Bryan Forbes: (1949) És un policia encobert com un traficant. Intentava vendre droga a Lance, fins que Lance es va adonar que era un poli i va començar una persecució en què Forbes és capturat. Se l'emporten a un pis de Little Haití per interrogar-lo. Lance i Vic li aconsegueixen treure informació, però les dues vegades es tractaven de paranys. Després Vic i Lance es dirigeixen al pis, però descobreixen que Forbes s'ha deixat anar i s'estava escapant. Vic ho persegueix i ho mata. Vesteix amb un vestit blanc.

- González: (1937) És un sicari del Coronel Cortez. González cita Vic a una partida de golf on li va explicant el que passa. Després d'això González traficarà amb un client i Vic porta la camioneta per fer el tracte. Li tendeixen una emboscada, robant-li el carregament i drogant Vic amb la pròpia droga. Però Vic aconsegueix portar el carregament intacte de tornada al garatge.

- Phil Collins : (1951) És un cantant de la vida real recreat al joc vídeo. Aquest cantant és cridat per Reni per a donar un concert una vegada acabada la seva pel·lícula. Vic es va impressionar molt en veure'l en persona. Al concert vesteix amb una camisa i uns pantalons a quadres.

- Reni Wassulmaier: (1952) És un productor de cinema que necessita Vic per ser el guardaespatlles de Phil Collins i per ser actor de la seva pel·lícula. La seva darrera aparició és quan Vic el porta a l'hospital a canviar-se de sexe una altra vegada. Segons ella, ha estat 3 cops dona i 2 home. Porta un vestit vermell i una cinta negra per als cabells. Reni també es fa present a Grand Theft Auto: Liberty City Stories, però com a DJ de l'Emissora Flashback FM.

- Rícardo Díaz: (1942) Igual que els Méndez, Díaz és un narcotraficant milionari. Els seus enemics mortals són els Méndez. En una missió, els Méndez accepten un robot dissenyat per Díaz per robar la seva caixa forta. Vesteix amb una camisa hawaiana negra i pantalons negres.